# The Message (Prison Break)
The Message este al  15-lea episod din sezonul al 2-lea al serialului de televiziune Prison Break.